# シャルル・ゴドフロワ・ド・ラ・トゥール・ドーヴェルニュ
シャルル・ゴドフロワ・ド・ラ・トゥール・ドーヴェルニュ（Charles-Godefroy de La Tour d'Auvergne, 1706年7月11日 パリ - 1771年10月24日 モンタレ城、イスー）は、ブルボン朝時代フランスの貴族・廷臣。ブイヨン公爵。1728年から1747年まで、ルイ15世にフランス王室侍従長として近侍した。

## 生涯
ブイヨン公エマニュエル・テオドーズと最初の妻マリー・アルマンド・ド・ラ・トレモイユの間の末息子。1723年兄テュレンヌ公の死で父の継嗣となり、同時に兄の未亡人マリー・シャルロット・ソビェスカと結婚、間に1男1女をもうけた。しかし夫婦仲は悪く、ブイヨン公は1歳年下の継母フランソワーズと不倫関係を持った。
子女は以下の通り。
- マリー・ルイーズ（1725年 - 1793年） - 1743年ゲメネ公ジュール＝エルキュール＝メリアデックと結婚
- ゴドフロワ・シャルル・アンリ（1728年 - 1792年） - ブイヨン公